# Blyde River Canyon

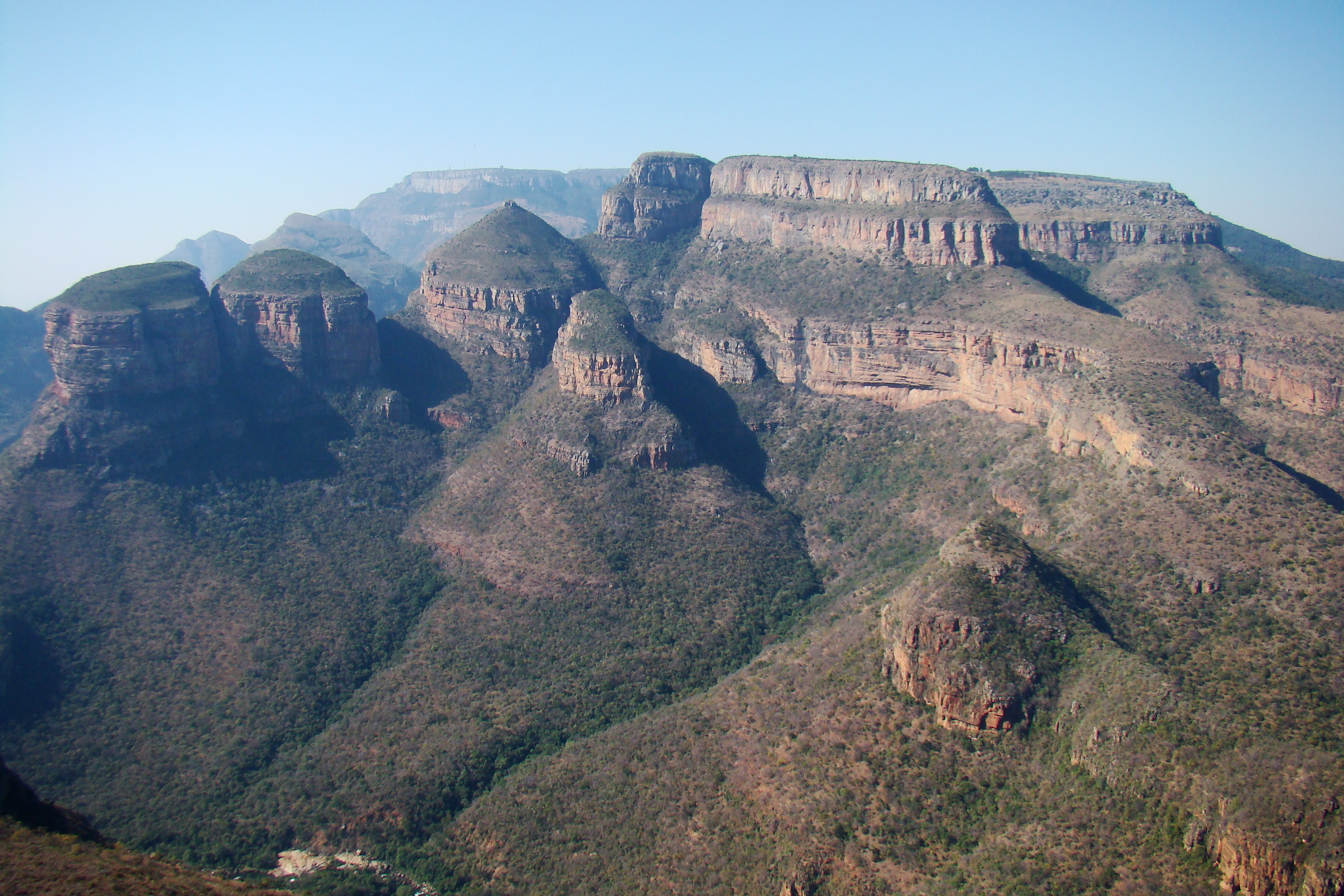
Three Rondavels (links)

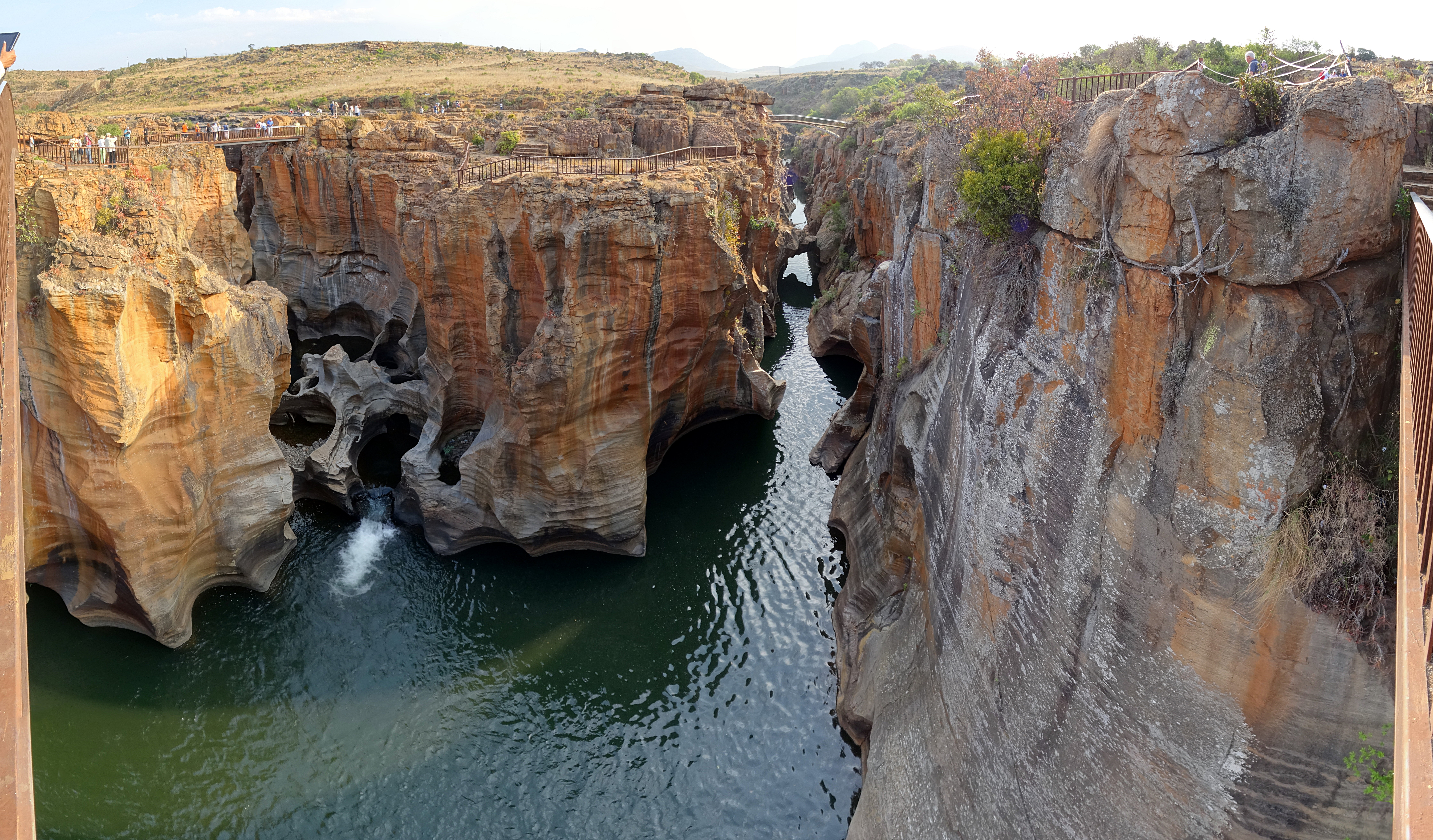
Oberer Blyde River Canyon bei Bourke’s Luck Potholes

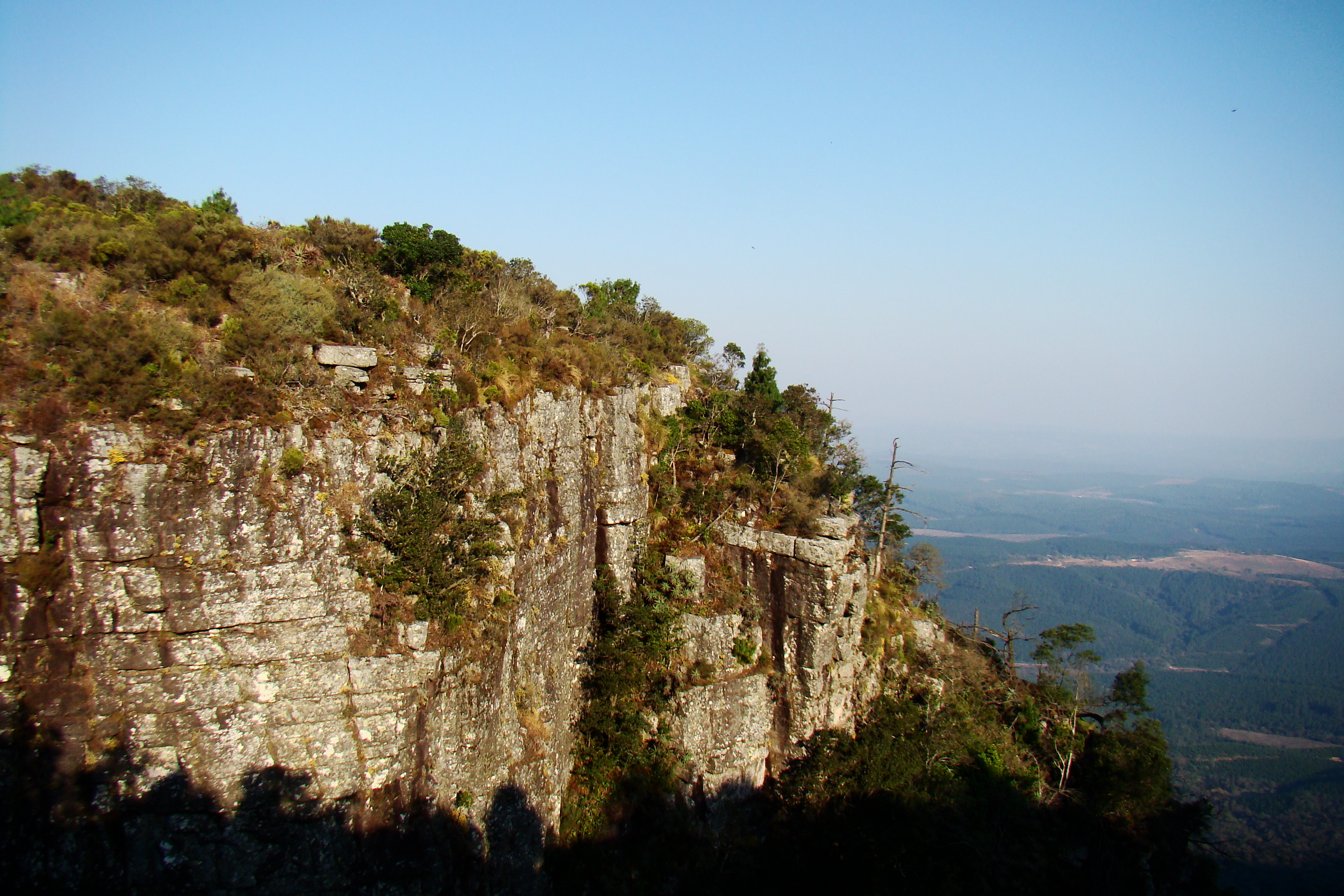
God’s Window

Der Blyde River Canyon ist ein 26 Kilometer langer, bis zu 800 Meter tiefer und hauptsächlich aus rotem Sandstein bestehender Canyon. Er befindet sich an der Panorama Route nordöstlich von Johannesburg und gilt als eines der großen Naturwunder Afrikas.
Durch den Blyde River Canyon, der an den Bourke’s Luck Potholes genannten Strudellöchern beginnt, fließt der Fluss Blyde River, der bei 25° 4′ 15,9″ S, 30° 40′ 40,2″ O dem Thaba Chweu entspringt und bei 24° 15′ 18,6″ S, 30° 49′ 50″ O in den Olifantsriver fließt.
Ein von zahlreichen Touristen besuchter Punkt des Canyons sind die drei Rondavels, gewaltige, runde Felsen, die an die runden Hütten der Einheimischen erinnern. Wegen seines Ausblicks vielbesucht ist auch God’s Window.
Koordinaten: 24° 33′ 50″ S, 30° 48′ 27″ O